# David Taylor (homme politique)
Pour les articles homonymes, voir David Taylor.
David Taylor, né en 1985, est un homme politique britannique, membre du parti travailliste qui est député de Hemel Hempstead depuis 2024.

## Biographie
Après la Seconde Guerre mondiale, les grands-parents de Taylor des deux côtés déménagent à Hemel Hempstead, et ses parents y grandissent. Taylor représente Hemel Hempstead au UK Youth Parliament (en) en 2001. Avant d’être élu au Parlement, Taylor travaille pour une organisation caritative internationale visant à améliorer les salaires dans les pays en développement. En 2009, Taylor fonde la Labour Campaign pour le développement international et en est actuellement le vice-président.